# 741
741 (DCCXLI) var ett normalår som började en söndag i den julianska kalendern.

## Händelser

### December
- 10 december – Sedan Gregorius III har avlidit den 28 november väljs Zacharias till påve.

## Födda
- Li Qi, kinesisk militärguvernör.

## Avlidna
- 22 oktober – Karl Martell, merovingernas major domus.
- 28 november – Gregorius III, påve sedan 731.
- Wak Chanil Ajaw, regerande drottning av Mayariket Naranjo.